# Nicolás Combarro
Nicolás Combarro (La Corunya, 1979) és un fotògraf i artista espanyol.

## Biografia
Va estudiar a Santiago i comunicació audiovisual en la Universitat Complutense Madrid entre 2000 i 2006. Va realitzar la seva primera exposició col·lectiva a la Sala Butzlab d'Hamburg en 2005 i individual en la galeria Moriarty de Madrid. En 2004 va crear al costat del també fotògraf Alberto García-Alix i el seu germà Carlos García-Alix la productora “No hay penas”. Amb ells va participar en la mostra en el Museu Nacional Centre d'Art Reina Sofia "De donde no se vuelve" el 2008. Com s documentalista, ha realitzado el 2017 Alberto García-Alix: la línea de sombra, seleccionada al Festival Internacional de Cinema de Sant Sebastià i premi al millor documental al Festival de Cinema d'Espanya de Tolosa de Llenguadoc.

## Premis
- Primer premi de fotografia INJUVE 2006
- IV Premi de Fotografia El Cultural en 2006
- Premi Festival OFF Saab de Photoespaña 08.[3]